# Carex wuyishanensis
Espèce
Classification phylogénétique
Carex wuyishanensis est une espèce des plantes du genre Carex et de la famille des Cyperaceae.